# Blackjazz
Blackjazz – piąty album studyjny norweskiej grupy muzycznej Shining. Wydawnictwo ukazało się 25 stycznia 2010 roku nakładem wytwórni muzycznej Indie Recordings. Instrumentarium w stosunku do poprzednich wydawnictw uległo uproszczeniu. Jørgen Munkeby skupił się na grze na gitarze i saksofonie. Posunięcie przyczyniło się do zbliżenia brzmienia studyjnego do tego podczas koncertów. Poprzednie kompozycje wymagały uproszczenia podczas występów na żywo. Wydawnictwo płytowe zamknęła interpretacja utworu "21st Century Schizoid Man" z repertuaru King Crimson. Gościnnie w kompozycji zaśpiewał Grutle Kjellson z grupy Enslaved. 
Album zadebiutował na 9. miejscu norweskiej listy sprzedaży. W ramach promocji do utworu "The Madness And The Damage Done" został zrealizowany teledysk.

## Lista utworów
Opracowano na podstawie materiału źródłowego.
1. "The Madness and the Damage Done" – 5:20
2. "Fisheye" – 5:08
3. "Exit Sun" – 8:36
4. "Exit Sun" – 0:57
5. "HEALTER SKELTER" – 5:35
6. "The Madness and the Damage Done" – 3:24
7. "Blackjazz Deathtrance" – 10:52
8. "Omen" – 8:46
9. "21st Century Schizoid Man" – 8:41

| Blackjazz 2LP |
| --- |
| Strona A 1. "The Madness and the Damage Done" - 5:20 2. "Fisheye" - 5:08 3. "Exit Sun" - 8:36 4. "Exit Sun" - 0:57 Strona B 1. "HEALTER SKELTER" - 5:35 2. "The Madness and the Damage Done" - 3:24 3. "Blackjazz Deathtrance" - 10:52 Strona C 1. "Omen" - 8:46 2. "21st Century Schizoid Man" - 8:41 Strona D 1. "Fisheye [Extended Version]" - 6:59 2. "RMGDN" - 12:37 |

## Twórcy
Opracowano na podstawie materiału źródłowego.
| - Jørgen Munkeby – śpiew, gitara, saksofon, produkcja muzyczna - Torstein Lofthus – perkusja - Tor Egil Kreken – gitara basowa - Bernt Moen – instrumenty klawiszowe, syntezatory | - Even Helte Hermansen – gitara - Grutle Kjellson – śpiew (utwory 8, 9) - Sean Beavan – miksowanie - Tom Baker – mastering |

## Wydania
| Rok  | Nr katalogowy | Format      | Wytwórnia        | Region   | Źródło |
| ---- | ------------- | ----------- | ---------------- | -------- | ------ |
| 2010 | INDIE045LP    | 2xLP, Album | Indie Recordings | Norwegia | [ 9 ]  |
| 2010 | INDIE045CD    | CD, Album   | Indie Recordings | Norwegia | [ 9 ]  |